# Foksterier krótkowłosy

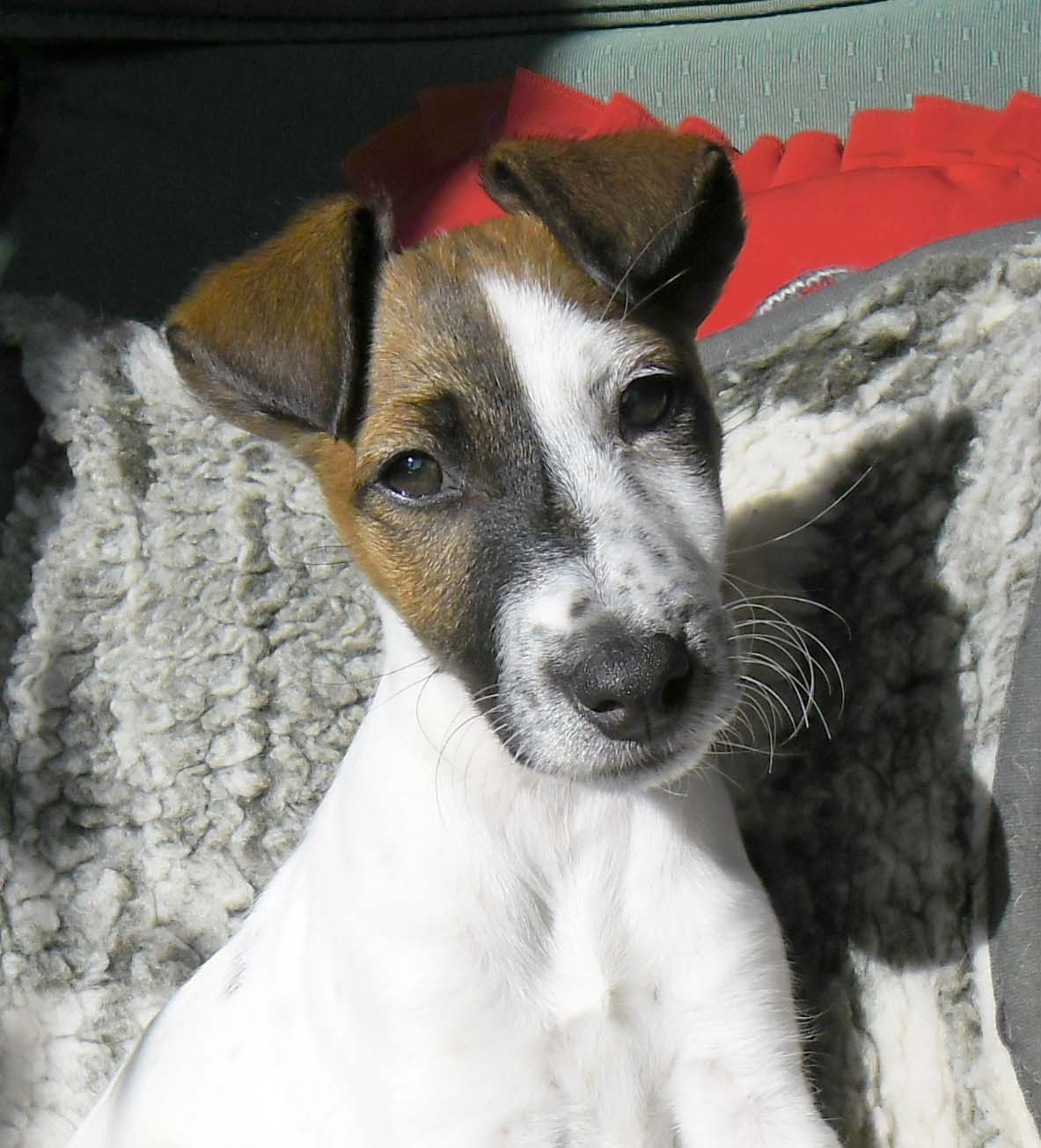
8-tygodniowe szczenię foksteriera krótkowłosego

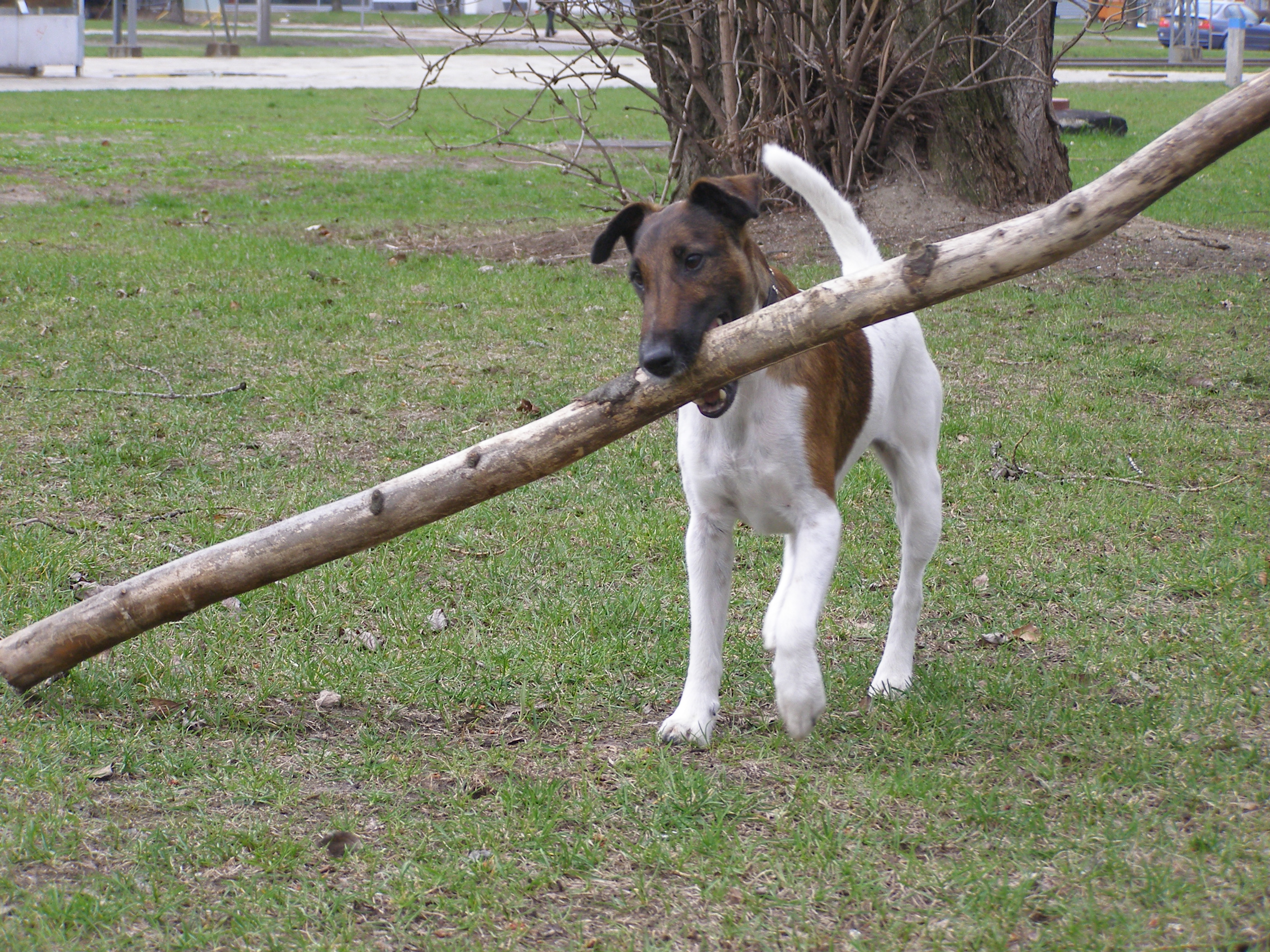
Foksterier krótkowłosy – siłacz

Foksterier krótkowłosy – jedna z  ras psów, należąca do grupy terierów, zaklasyfikowana do sekcji terierów wysokonożnych. Typ wilkowaty. Fakultatywnie podlega próbom pracy.
Rasa psa dość rzadko spotykana w stosunku do szorstkowłosej odmiany foksterierów. Pochodzi z Wielkiej Brytanii, gdzie hodowcy owiec wykorzystywali je do tępienia lisów.

## Wygląd

### Budowa
- Głowa: czaszka jest stosunkowo wąska, zwężająca się ku oczom, stop niezbyt wyraźnie zaznaczony. Szczęki są silne i muskularne. Policzki pod oczami nie zapadnięte. Część twarzowa powinna być delikatnie wymodelowana, lecz nie klinowato zbieżna. Kufa zwęża się stopniowo w kierunku nosa. Trufla czarna.
  - Oczy są ciemne, małe, okrągłe, raczej głęboko osadzone.
  - Uszy mają kształtu litery V, małe, niezbyt grube. Są typu "łamanego" - opadające ku przodowi na policzki.
  - Uzębienie jest równe, a zgryz nożycowy.
- Szyja jest sucha, muskularna, bez fałd, stosownej długości, rozszerzająca się stopniowo ku barkom.
- Tułów
  - Klatka piersiowa jest głęboka, niezbyt szeroka.
  - Grzbiet jest krótki, prosty i zwarty, bez śladu wiotkości.
  - Lędźwie są silne i łagodnie wysklepione, głębokie, zachodzące możliwie daleko ku tyłowi.
  - Kończyny tylne mają uda silne i mocne, stawy skokowe nisko przy ziemi, tak by foksterier stał na pionowym śródstopiu. Kolana prawidłowo ukątowane.
  - Kończyny przednie mają łopatki długie, ukośne, zachodzące daleko do tyłu, w kłębie delikatnie wymodelowane i wyraźnie wykrojone. Łapy są okrągłe, zwarte, nieduże. Opuszki twarde i mocne. Palce lekko wysklepione. Łapy nie wykręcone ani na zewnątrz, ani do wewnątrz.
- Tył silny, muskularny, nie ścięty, ani krępy
  - Ogon zwykle kopiowany, osadzony raczej wysoko, radośnie noszony ale nie nad grzbietem. Nie może być zakręcony. Dość mocny. Ogon niekopiowany tak prosty jak to tylko możliwe, średniej długości (tak by pasował do sylwetki psa).

- Wady
  - Nos biały, różowy lub w plamy w tym kolorze. Uszy stojące, tulipanowate lub załamane do tyłu. Przodozgryz lub tyłozgryz.

Ważne jest aby kościec i siła psa pozostawały w odpowiednich proporcjach. Nie może sprawiać wrażenia ani za ciężkiego, ani krępego.

### Szata i umaszczenie
Przeważa biel, najczęściej spotykane są biało-brązowe, biało-czarne, rzadziej trzykolorowe czy też wyłącznie białe. Pręgowanie oraz czerwone i bursztynowe oznaki są niepożądane. Włos powinien być prosty, dość twardy, gęsty, przylegający do ciała. Brzuch i wewnętrzna strona ud nie mogą być gołe (u osobników dorosłych).

## Zachowanie i charakter
Foksterier krótkowłosy to pies wesoły, żywy, bystry. Jest on również silny, czujny, zwinny, towarzyski, o żywej reakcji, przyjacielski. Wyróżnia go też odwaga oraz wytrwałość. Dość uparty w wykonywaniu niekorzystnych dla niego komend. Potrzebuje bliskiego kontaktu z człowiekiem co przejawia się ciągłym zwijaniem się w kłębek na stopach pana. Często goni za poruszającymi się szybko obiektami. Uwielbia las i wodę. Wobec innych psów nie wykazuje agresji, o ile nie zostanie sprowokowany. Inne małe zwierzęta, w tym koty, traktuje jako zdobycz do upolowania.